# Megacephalomon
Megacephalomon is een geslacht van kreeftachtigen uit de klasse van de Malacostraca (hogere kreeftachtigen).

## Soort
- Megacephalomon kittikooni (Yeo & Naiyanetr, 1999)